# 狄利克雷级数
在数学中，狄利克雷级数是如下形式的无穷级数：
{\displaystyle \sum _{n=1}^{\infty }{\frac {a_{n}}{n^{s}}},}
其中s是一个复数，an是一个复数列。
狄利克雷级数在解析数论中有重要的地位。黎曼ζ函数和狄利克雷L函数都可以用狄利克雷级数来定义。有猜测所有的狄利克雷级数组成塞尔伯格类函数都满足广义黎曼猜想。狄利克雷级数的名称来源于数学家約翰·彼得·狄利克雷。

## 例子
最有名的狄利克雷级数要数黎曼ζ函数了，即数列an恒等于 1 时的情形。
{\displaystyle \zeta (s)=\sum _{n=1}^{\infty }{\frac {1}{n^{s}}},}
另外一个是：
{\displaystyle {\frac {1}{\zeta (s)}}=\sum _{n=1}^{\infty }{\frac {\mu (n)}{n^{s}}}}
其中 μ(n) 是默比乌斯函数。还有很多的狄利克雷级数都可以通过默比乌斯倒置算法和狄利克雷卷积得到。比如对于一个给定的狄利克雷特征{\displaystyle \scriptstyle \chi (n)}，有
{\displaystyle {\frac {1}{L(\chi ,s)}}=\sum _{n=1}^{\infty }{\frac {\mu (n)\chi (n)}{n^{s}}}}
其中 {\displaystyle L(\chi ,s)}是一个狄利克雷L函数。
还有：
{\displaystyle {\frac {\zeta (s-1)}{\zeta (s)}}=\sum _{n=1}^{\infty }{\frac {\varphi (n)}{n^{s}}}}
其中φ(n) 是欧拉函数。以及：
{\displaystyle \zeta (s)\zeta (s-a)=\sum _{n=1}^{\infty }{\frac {\sigma _{a}(n)}{n^{s}}}}
{\displaystyle {\frac {\zeta (s)\zeta (s-a)\zeta (s-b)\zeta (s-a-b)}{\zeta (2s-a-b)}}=\sum _{n=1}^{\infty }{\frac {\sigma _{a}(n)\sigma _{b}(n)}{n^{s}}}}
其中 σa(n) 是因数函数。
其他关于因数函数d=σ0的等式还有：
{\displaystyle {\frac {\zeta ^{3}(s)}{\zeta (2s)}}=\sum _{n=1}^{\infty }{\frac {d(n^{2})}{n^{s}}}}
{\displaystyle {\frac {\zeta ^{4}(s)}{\zeta (2s)}}=\sum _{n=1}^{\infty }{\frac {d(n)^{2}}{n^{s}}}}
对于Re(s) > 1，ζ函数的对数由下式给出：
{\displaystyle \log \zeta (s)=\sum _{n=2}^{\infty }{\frac {\Lambda (n)}{\log(n)}}\,{\frac {1}{n^{s}}}}
其中 {\displaystyle \scriptstyle \Lambda (n)}为 馮·曼戈爾特函數。
其导数由下式给出：
{\displaystyle {\frac {\zeta ^{\prime }(s)}{\zeta (s)}}=-\sum _{n=1}^{\infty }{\frac {\Lambda (n)}{n^{s}}}.}
更广泛的性质如下：对于一个刘维尔函数，{\displaystyle \scriptstyle \lambda (n)}，有：
{\displaystyle {\frac {\zeta (2s)}{\zeta (s)}}=\sum _{n=1}^{\infty }{\frac {\lambda (n)}{n^{s}}}.}
另外一个例子是关于拉馬努金和{\displaystyle c_{n}(m)}：
{\displaystyle {\frac {\sigma _{1-s}(m)}{\zeta (s)}}=\sum _{n=1}^{\infty }{\frac {c_{n}(m)}{n^{s}}}}。

## 解析性质：收敛轴标
对于一个给定的数列an}n ∈ N
{\displaystyle f(s)=\sum _{n=1}^{\infty }{\frac {a_{n}}{n^{s}}}}
是一个关于复变量 s 的函数。为了使得函数有意义，需要考虑使得右端的无穷级数收敛的s。
如果an}n ∈ N是一个有界数列，那么f在所有Re(s) > 1的s处绝对收敛。如果 an = O(nk)，那么函数 f 在所有 Re(s) > k + 1 的 s 处（一个半平面）绝对收敛。
如果对任意n 和 k ≥ 0，和an + an + 1 + ... + an + k有界。那么对 Re(s) > 0 的 s ，函数 f 收敛。
以上定义的函数 f 对于定义域中的s都是解析函数。
一般来说，一个狄利克雷函数的收敛轴标是指实轴上的一个数x0，使得对于复平面上处于直线 y=x0 右边的半平面，函数都收敛（有定义）。
一般来说，与狄利克雷级数相对应的函数都可以解析扩展到更广的领域中。

## 导数
对于
{\displaystyle F(s)=\sum _{n=1}^{\infty }{\frac {f(n)}{n^{s}}}}
其中ƒ(n)是一个完全积性函数，并且对于Re(s) > σ0，函数收敛，则有：
{\displaystyle {\frac {F^{\prime }(s)}{F(s)}}=-\sum _{n=1}^{\infty }{\frac {f(n)\Lambda (n)}{n^{s}}}}
对于Re(s) > σ0收敛，其中{\displaystyle \scriptstyle \Lambda (n)}是馮·曼戈爾特函數。

## 乘积
对于
{\displaystyle F(s)=\sum _{n=1}^{\infty }f(n)n^{-s}}
以及
{\displaystyle G(s)=\sum _{n=1}^{\infty }g(n)n^{-s}.}
如果 F(s)和 G(s) 分别对 Res > a 和 Res > b 的 s 绝对收敛，那么
当 {\displaystyle T\sim \infty .}时，{\displaystyle {\frac {1}{2T}}\int _{-T}^{T}\,dtF(a+it)G(b-it)\,dt=\sum _{n=1}^{\infty }f(n)g(n)n^{-a-b}}
如果 a = b 并且 ƒ(n) = g(n) 则有：
当 {\displaystyle T\sim \infty .}时，{\displaystyle {\frac {1}{2T}}\int _{-T}^{T}dt|F(a+it)|^{2}dt=\sum _{n=1}^{\infty }[f(n)]^{2}n^{-2a}}